# Francesco Milizia
Francesco Milizia (Oria, 15 novembre 1725 – Rome, 7 mars 1798) était un théoricien de l'architecture, historien de l’art et critique d’art italien, et le principal théoricien du néo-classicisme.

## Biographie
Milizia est considéré comme l’un des principaux auteurs qui théorisèrent par leurs écrits le néo-classicisme dans sa première phase. Son centre d’intérêt fut cependant au premier chef l'architecture, à laquelle il consacra plusieurs publications historiques et théoriques ; c’est sans doute aussi la raison pour laquelle il est venu à passer souvent pour être un architecte lui-même, mais à tort : en effet, « il n’exerçait pas l’architecture dans la pratique, bien qu’il possédât les doctrines qui concouraient à faire de lui un connaisseur ».
Il préconisait d’imiter les chefs-d’œuvre de l’art grec ancien, au motif que les artistes de cette époque avaient pu s’inspirer d’une nature et d’une société non encore corrompues.
Il fut le porte-voix d’une critique architecturale influencée par le fonctionnalisme du franciscain Carlo Lodoli, toutefois assortie d’une bonne dose de pragmatisme et surtout fondée sur l’étude des traités et des essais français sur l’art. Il critiqua les abus stylistiques et penchait pour une simplification progressive des styles, telle qu’elle sera mise en œuvre dans le néo-classicisme. Il fut porté ainsi, par exemple, à désapprouver la sacristie de Saint-Pierre de Rome, dont la conception avait été confiée à Carlo Marchionni en 1776, et dont Milizia fustigea la facture par trop somptueuse, qualifiant cet édifice de « plus déraisonnable du globe ».
En 1761, il s’établit à Rome pour administrer les bâtiments que le roi de Naples possédait dans les États pontificaux. Il remplit cette charge pendant un quart de siècle, jusqu’en 1786, pour ensuite vouer son temps aux études historiques et théoriques sur l’art et l’architecture,

## Œuvres principales
- Le Vite de' più celebri architetti d'ogni nazione e d'ogni tempo, precedute da un Saggio sopra l'architettura, Rome 1768. Troisième éd. revue et augmentée : Memorie degli architetti antichi e moderni, Parme 1781. Trad. française : Vies des architectes anciens et modernes qui se sont rendus célèbres chez les différentes nations. Tomes 1 et 2. Traduites de l'italien & enrichies de notes historiques & critiques par M. Pingeron. Éd C. A. Joubert fils aîné (Paris), 1771, Tome 1 Texte en ligne,Tome 2 Texte en ligne.
- Del Teatro, Rome 1771 (éditions subséquentes : id. 1772 ; Venise 1794).
- Principj di Architettura Civile, fin 1781 (éd. subséquentes : Parme 1781 ; Bassano 1785, 1804, 1813, 1823 ; Gênes 1786 ; Rome 1800 ; Milan 1832, 1847).
- Dell'arte di vedere nelle belle arti del disegno secondo i principj di Sulzer e di Mengs, Venise 1781 (éd. subséquentes : id. 1792 ; Gênes 1786, revue et augmentée).
- Roma. Delle belle arti del disegno. Parte prima : dell'Architettura Civile, Bassano 1787.
- Dizionario delle belle arti del disegno estratto in gran parte dalla Enciclopedia metodica, Bassano 1797 (éd. subséquentes : id. 1822 ; Milan 1802, 1804 ; Bologne 1827).